# Пюи, Вильфрид
Вильфрид Пюи (фр. Wilfried Puis; 18 февраля 1943, Остенде, Западная Фландрия — 21 октября 1981, Остенде, Фламандский регион) — бельгийский футболист, наиболее известный по выступлениям на позиции нападающего за «Андерлехт» и сборную Бельгии. Лучший футболист года в Бельгии (1963).

## Биография

### Клубная карьера
Родился в Остенде. Профессиональную карьеру начал в клубе «Андерлехт», в котором провёл 11 лет. В составе команды шесть раз становился чемпионом Бельгии и один раз завоевывал кубок страны. В период с 1971 по 1972 года, выступал в составе «Брюгге». Затем три года был игроков «Локерена». 21 октября 1983 года, скончался из-за рака в возрасте 38 лет.

### Карьера в сборной
Выступал за сборные Бельгии до 19, до 21 года. В национальной сборной, дебютировал в товарищеском матче против сборной Италии (1:3). Первый гол за сборную Бельгии забил в товарищеском матче против сборной Испании. Сыграл во всех трёх матчах группового этапа Чемпионата мира 1970 года.

## Достижения
«Андерлехт»
- Чемпион Бельгии (6): 1961/62, 1963/64, 1964/65, 1965/66, 1966/67, 1967/68[5]
- Обладатель Кубка Бельгии: 1964/65[5]
- Обладатель Кубка Ярмарок: 1969/70[5]

«Брюгге»
- Трофей Жюля Поппарта: 1972

### Личные
- Футболист года в Бельгии: 1964[5]